# 二龍松
二龍松（にりゅうのまつ）は、三河国（愛知県東部）に伝わる変身譚。

## 概要

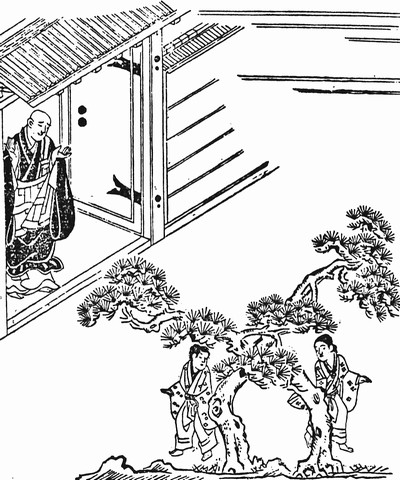
山岡元隣著・山岡元恕編『古今百物語評判』より「参州加茂郡長興寺門前の松童子にばけたる事」

石川鴻斎の『夜窓鬼談』によると、三河国にある長興寺に以下のような伝承が伝わっている。
長興寺の門前に生えていた「二龍松」と呼ばれる一対の松の木が2人の童子に姿を変え、住職に硯と紙を求めた。住職が童子たちに硯と紙を与えると童子たちは大層喜び、漢詩とおぼしき文章を走り書きで紙に記し「これでこの寺に災いが降りかかることは無いだろう」と言って再び、松の木に戻った。残された書き付けは寺に安置され、長らく人々の崇敬を集めた。
江戸前期の怪談本『古今百物語評判』にも「参州加茂郡長興寺門前の松童子にばけたる事」として記述されており、それによると松の木の童子たちが書いた文章は以下のように記されている。
客路三川風露秋 袈裟一角事二勝遊一
二龍松樹千年寺 古殿苔深僧白頭